# Serena Deeb
Serena Deeb (29 de junho de 1986) é uma wrestler profissional americana. Onde trabalhou para a WWE, no programa SmackDown com o ring name Serena e onde foi demitida em 2010, e na Florida Championship Wrestling sob o ring name de Serena Mancini. Deeb é conhecida por sua estadia na Ohio Valley Wrestling, aonde ela foi Women's Championship num recorde de seis vezes, e na Shimmer Women Athletes.

## No wrestling
- Golpes de finalização
  - Como Mia Mancini
    - Mancini Code (Inverted front powerslam)

  - Como Serena Deeb
    - Spear[4][5]

- Signature moves
  - Arm drag[4][5]
  - Belly to belly suplex[6]
  - Monkey flip[4][5]

- Lutadores que ajudou
  - CM Punk
  - Luke Gallows

- Temas de entrada
  - "Crash" por Gwen Stefani (Shimmer)[7]
  - "Flashdance... What a Feeling" por Irene Cara (Shimmer)[8]
  - "This Fire Burns" por Killswitch Engage (WWE; Usada como parte da Straight Edge Society)